# Pia Marquard
Pia Marquard är en dansk-kanadensisk TV-producent. Hon har haft olika ledande roller inom TV i både Danmark och Kanada.
I augusti 1995 utsågs Marquard till ny chef för SVT Kanal 1 Nöje i Stockholm med tillträde den 1 oktober. Då kom hon senast från CBC i Kanada. Marquard var chef under en period då SVT:s nöjesavdelning hade svårt att locka tittare med produktioner som Sverige-Sovjet, Rena natta och Sitt vackert.
Ett mer framgångsrikt program var Så ska det låta som hade premiär i januari 1997. Marquard hade tidigare arbetat i Irland och hade stött på formatet där.
Marquard var också nöjeschef när Expedition Robinson producerades och visades i SVT. Utröstningsmomentet och det faktum att en av deltagarna tagit sitt liv orsakade omfattande kritik och ledde till att serien tog en kort paus för att redigeras om. Marquard fick ta emot en del kritik i pressen under den här perioden. Någon månad efter premiären meddelade Marquard att hon skulle avgå som nöjeschef den 1 november. Hon återvände därefter till Kanada.
Den 1 september 2006 tillträdde Marquard en tjänst som rektor för European Film College i Danmark.
År 2010 blev Marquard chef för CBC Quebec. Hon lämnade detta uppdrag i mars 2012 av hälsoskäl.

## Källhänvisningar
1. ↑  Namn för dagen, Helsingborgs Dagblad, 26 augusti 1995
2. ↑  Spelet bakom miljonsuccén, Aftonbladet, 19 mars 2005
3. ↑  SVT:s nyhetschef avgår, 15 oktober 1997, TT
4. ↑  Ny forstander på Den Europæiske Filmhøjskole, Information, 15 juli 2006
5. ↑  http://blog.fagstein.com/2012/03/21/pia-marquard-leaving-cbc/